# Roberto Rolfo
Roberto Rolfo (23 de marzo de 1980, Turín, Italia) es un piloto de motociclismo que corrió con el equipo Technomag-CIP., de la categoría de Moto2.
También es conocido por el apodo de Roby.

## Biografía
Roberto Rolfo empezó a dejarse notar cuando tercero en el campeonato europeo de 250cc. En el año 1998 entró en el mundial de la mano de TSR, en la categoría de 250cc.Su mejor año en este "circo", fue el 2003. El italiano conquistó varias carreras consiguiendo al final del año seis podios, lo que le sirvió para finalizar subcampeón del mundo de 250cc.
En el 2005 disputó su única temporada en MotoGP con una moto Ducati.Este año no fue para nada bueno ya que finalizó 18.º con apenas 25 puntos. Esta campaña en MotoGP consigue su mejor resultado en el GP de Gran Bretaña, donde finaliza 10.º de la carrera.
Tras varios años inactivo fuera del campeonato de MotoGP, vuelve a las competiciones en el 2010 (tras haber estado desde el 2005 fuera de ellas).Compite en la nueva categoría de Moto2, haciendo equipo con el venezolano Robertino Pietri. En el primer gran premio en Catar, Rolfo, consigue un esperanzador 5.º puesto de carrera, lo que lo sitúa como uno de los favoritos al título mundialista.

## Resultados

### Campeonato del Mundo de Motociclismo

#### Carreras por año
(Carreras en negrita indica pole position, carreras en cursiva indica vuelta rápida)
| Año  | Clase  | Moto      | 1       | 2      | 3       | 4       | 5       | 6       | 7       | 8       | 9       | 10      | 11      | 12      | 13      | 14      | 15      | 16      | 17      | 18      | Pos. | Pts. |
| ---- | ------ | --------- | ------- | ------ | ------- | ------- | ------- | ------- | ------- | ------- | ------- | ------- | ------- | ------- | ------- | ------- | ------- | ------- | ------- | ------- | ---- | ---- |
| 1996 | 250cc  | Aprilia   | MAL -   | INA -  | JPN -   | SPA -   | ITA 27  | FRA -   | NED -   | GER -   | GBR -   | AUT -   | CZE -   | IMO 22  | CAT -   | BRA -   | AUS -   |         |         |         | NC   | 0    |
| 1998 | 250cc  | TSR-Honda | JPN Ret | MAL 12 | SPA 13  | ITA Ret | FRA 14  | MAD 10  | NED 10  | GBR 12  | GER 11  | CZE 15  | IMO 8   | CAT 8   | AUS 13  | ARG 5   |         |         |         |         | 12.º | 61   |
| 1999 | 250cc  | Aprilia   | MAL 10  | JPN 12 | SPA 9   | FRA Ret | ITA Ret | CAT 5   | NED Ret | GBR -   | GER 12  | CZE 11  | IMO 10  | VAL 13  | AUS DNS | RSA -   | BRA 9   | ARG 7   |         |         | 14.º | 62   |
| 2000 | 250cc  | TSR-Honda | RSA 15  | MAL 14 | JPN Ret | SPA 19  | FRA -   | ITA -   |         |         |         |         |         |         |         |         |         |         |         |         | 16.º | 26   |
| 2000 | 250cc  | Aprilia   |         |        |         |         |         |         | CAT Ret | NED 9   | GBR Ret | GER 6   | CZE -   | POR -   | VAL -   | BRA -   | PAC Ret | AUS 10  |         |         | 16.º | 26   |
| 2001 | 250cc  | Aprilia   | JPN 5   | RSA 8  | SPA 7   | FRA 9   | ITA 2   | CAT 3   | NED Ret | GBR 2   | GER 4   | CZE 5   | POR 4   | VAL 8   | PAC 5   | AUS 3   | MAL 10  | BRA 8   |         |         | 4.º  | 177  |
| 2002 | 250cc  | Honda     | JPN 8   | RSA 4  | SPA 2   | FRA 5   | ITA 8   | CAT 2   | NED 3   | GBR 5   | GER 2   | CZE Ret | POR 4   | BRA 2   | PAC 6   | MAL 3   | AUS 4   | VAL 2   |         |         | 3.º  | 219  |
| 2003 | 250cc  | Honda     | JPN 7   | RSA 5  | SPA 2   | FRA 3   | ITA 4   | CAT 9   | NED 6   | GBR 5   | GER 1   | CZE 4   | POR 4   | BRA 2   | PAC 2   | MAL 4   | AUS 1   | VAL 7   |         |         | 2.º  | 235  |
| 2004 | 250cc  | Honda     | RSA 9   | SPA 1  | FRA Ret | ITA 7   | CAT Ret | NED 9   | BRA 7   | GER 6   | GBR DNS | CZE 6   | POR 10  | JPN 7   | QAT 7   | MAL Ret | AUS 10  | VAL 7   |         |         | 8.º  | 116  |
| 2005 | MotoGP | Ducati    | SPA 15  | POR 13 | CHN 16  | FRA 15  | ITA 17  | CAT 14  | NED 18  | USA Ret | GBR 10  | GER 14  | CZE 17  | JPN Ret | MAL 13  | QAT 12  | AUS 13  | TUR 16  | VAL Ret |         | 18.º | 25   |
| 2010 | Moto2  | Suter     | QAT 5   | SPA 12 | FRA 10  | ITA 18  | GBR 24  | NED Ret | CAT Ret | GER 3   | CZE Ret | IND 25  | RSM 10  | ARA 19  | JPN 9   | MAL 1   | AUS 26  | POR Ret | VAL 25  |         | 14.º | 75   |
| 2012 | Moto2  | Suter     | QAT Ret | SPA 25 | POR 21  | FRA 15  | CAT Ret | GBR 16  | NED 19  | GER 20  | ITA Ret |         | IND Ret | CZE 19  | RSM -   | ARA -   |         |         |         |         | 30.º | 1    |
| 2012 | MotoGP | ART       |         |        |         |         |         |         |         |         |         | USA     |         |         |         |         | JPN 16  | MAL DSQ | AUS Ret | VAL Ret | NC   | 0    |
| 2014 | Moto2  | Suter     | QAT -   | AME -  | ARG -   | SPA -   | FRA -   | ITA -   | CAT -   | NED -   | GER -   | IND -   | CZE -   | GBR -   | RSM -   | ARA -   | JPN -   | AUS -   | MAL 14  | VAL 20  | 29.º | 2    |

### Campeonato Mundial de Superbikes

#### Carreras por año
(Carreras en negrita indica pole position, carreras en cursiva indica vuelta rápida)
| Año  | Marca    | 1      | 1       | 2       | 2       | 3       | 3      | 4       | 4      | 5      | 5      | 6       | 6      | 7      | 7      | 8      | 8      | 9       | 9       | 10      | 10     | 11      | 11      | 12      | 12      | 13      | 13     | 14     | 14     | Pos. | Pts. |
| Año  | Marca    | R1     | R2      | R1      | R2      | R1      | R2     | R1      | R2     | R1     | R2     | R1      | R2     | R1     | R2     | R1     | R2     | R1      | R2      | R1      | R2     | R1      | R2      | R1      | R2      | R1      | R2     | R1     | R2     | Pos. | Pts. |
| ---- | -------- | ------ | ------- | ------- | ------- | ------- | ------ | ------- | ------ | ------ | ------ | ------- | ------ | ------ | ------ | ------ | ------ | ------- | ------- | ------- | ------ | ------- | ------- | ------- | ------- | ------- | ------ | ------ | ------ | ---- | ---- |
| 2006 | Ducati   | QAT 7  | QAT 13  | AUS 5   | AUS 7   | SPA Ret | SPA 16 | ITA 8   | ITA 10 | EUR 17 | EUR 19 | SMR 15  | SMR 15 | CZE 12 | CZE 17 | GBR 18 | GBR 18 | NED 8   | NED 12  | GER Ret | GER 17 | ITA 14  | ITA 15  | FRA 14  | FRA 17  |         |        |        |        | 16.º | 69   |
| 2007 | Honda    | QAT 7  | QAT Ret | AUS 11  | AUS 10  | EUR 9   | EUR 7  | SPA 10  | SPA 12 | NED 9  | NED 5  | ITA Ret | ITA 4  | GBR 4  | GBR C  | SMR 5  | SMR 8  | CZE 5   | CZE 5   | GBR 6   | GBR 11 | GER 5   | GER 7   | ITA Ret | ITA 5   | FRA 10  | FRA 7  |        |        | 8.º  | 192  |
| 2008 | Honda    | QAT 11 | QAT 15  | AUS 10  | AUS 16  | SPA 10  | SPA 17 | NED 22  | NED 14 | ITA    | ITA    | USA 20  | USA 16 | GER 16 | GER 17 | SMR 17 | SMR 18 | CZE Ret | CZE 12  | GBR 10  | GBR 14 | EUR Ret | EUR 13  | ITA 8   | ITA 10  | FRA Ret | FRA 10 | POR 12 | POR 18 | 17.º | 59   |
| 2009 | Honda    | AUS 13 | AUS 16  | QAT Ret | QAT Ret | SPA     | SPA    | NED     | NED    | ITA    | ITA    | RSA     | RSA    | USA    | USA    | SMR    | SMR    | GBR     | GBR     | CZE     | CZE    | GER     | GER     | ITA     | ITA     | FRA     | FRA    | POR    | POR    | 39.º | 3    |
| 2011 | Kawasaki | AUS 11 | AUS 12  | EUR 14  | EUR 15  | NED Ret | NED 16 | ITA Ret | ITA 13 | USA 17 | USA 16 | SMR Ret | SMR 12 | SPA 14 | SPA 13 | CZE 14 | CZE 11 | GBR 13  | GBR Ret | GER 14  | GER 13 | ITA 18  | ITA Ret | FRA 13  | FRA Ret | POR     | POR    |        |        | 18.º | 42   |

### Campeonato Mundial de Supersport

#### Carreras por año
(Carreras en negrita indica pole position, carreras en cursiva indica vuelta rápida)
| Año  | Moto      | 1       | 2      | 3       | 4      | 5      | 6       | 7      | 8       | 9      | 10     | 11      | 12      | 13    | Pos. | Pts. |
| ---- | --------- | ------- | ------ | ------- | ------ | ------ | ------- | ------ | ------- | ------ | ------ | ------- | ------- | ----- | ---- | ---- |
| 2013 | MV Agusta | AUS Ret | SPA 9  | NED 6   | ITA 11 | GBR 3  | POR Ret | ITA 14 | RUS C   | GBR 6  | GER 15 | TUR 5   | FRA Ret | SPA 3 | 6.º  | 78   |
| 2014 | Kawasaki  | AUS 11  | SPA 12 | NED 6   | ITA 5  | GBR 10 | MAL 4   | ITA 10 | POR 9   | SPA 7  | FRA 3  | QAT 6   |         |       | 7.º  | 97   |
| 2015 | Honda     | AUS 8   | THA 6  | ARA 10  | NED 5  | ITA 10 | GBR 11  | POR 8  | ITA 12  | MAL 6  | SPA 10 | FRA 11  | QAT 7   |       | 7.º  | 88   |
| 2016 | MV Agusta | AUS 9   | THA 18 | SPA Ret | NED 22 | ITA 14 | MAL 12  | GBR 14 | ITA Ret | GER 18 | FRA 16 | SPA Ret | QAT Ret |       | 24.º | 15   |
| 2017 | MV Agusta | AUS 1   | THA    | SPA     | NED    | ITA    | GBR     | ITA    | GER     | POR    | FRA    | SPA     | QAT     |       | 1.º* | 25*  |